# William Cruickshank

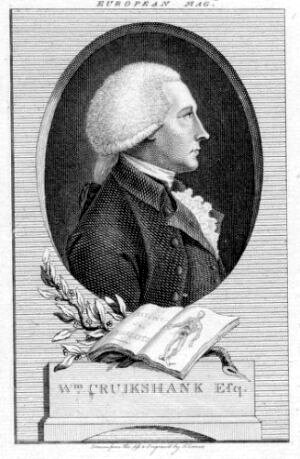
William Cruickshank

William Cruickshank oder William Cruikshank († 1810 oder 1811) war ein schottischer Militärarzt, Chemiker und Professor der Chemie an der Royal Military Academy im Londoner Stadtteil Woolwich.
Er erwarb 1765 seinen Master am King’s College Aberdeen und erhielt später ein Diplom am Royal College of Surgeons of England. Als 1788 an der Royal Military Academy Chemie-Unterricht eingeführt wurde, wurde er Assistent von Adair Crawford, mit dem er 1790 wohl auf Strontium gestoßen war. Nach dessen Tod folgte er ihm 1796 als Dozent, bis er 1804 krankheitsbedingt in den Ruhestand ging. Sein Assistent MacCulloch übernahm seine Aufgaben.
Cruickshank zeigte mit seinen auch die erste genaue Beschreibung der Albuminurie enthaltenden Experiments on urine and shugar in einer Veröffentlichung von John Rollo († 1809) über Diabetes mellitus, dass im Urin eine kristallisierbare Substanz vorhanden ist, die durch Salpetersäure gefällt werden kann. Damit hatte er den Harnstoff dargestellt.
Im März 1800 hatte Alessandro Volta in einem Brief an die Royal Society seine Erfindung, die Voltasche Säule, bekanntgemacht. Wenige Monate später, im Juli 1800, veröffentlichte Cruickshank eine Beschreibung seiner verbesserten Version, der Trogbatterie. Es wurde die erste in Massen produzierte Batterie. Er führte auch eine der ersten Elektrolysen durch und zersetzte Salzwasser.
Cruickshank war auswärtiges Mitglied einer von Brambilla gegründeten Akademie und wird häufig mit dem Mediziner William Cumberland Cruikshank (1745–1800) verwechselt.

## Belege
1. ↑  Lance Day,Ian McNeil: Biographical Dictionary of the History of Technology; S. 316
2. ↑  Lewis, Knell: The making of the Geological Society of London; S. 227
3. ↑  William Cruikshank: Experiments on Urine and Sugar. In: John Rollo (Hrsg.): Cases of the Diabetes Mellitus; with the Results of the Trials of certain Acids, and other Substances, in the Cure of the Lues Venera. 2., erweiterte Auflage. London 1798.
4. ↑  Johanna Bleker: Die Geschichte der Nierenkrankheiten. Boehringer Mannheim, Mannheim 1972, S. 80–82.
5. ↑  William Cruickshank: The results of the trials of various acids, and some other substances, in the treatment of the Lues Veneres etc. In: John Rollo: An account of two cases of the diabetes mellitus […]. London 1797, Teil II, S. 141–225 (Digitalisat)
6. ↑  William Coulson: On the diseases of the bladder and prostate gland. John Churchill, London 1857, S. 15. (Digitalisat)
7. ↑  William Cruickshank: Fortgesetzte Beobachtungen über chemische Wirkungen der galvanischen Electricität. In: Ludwig Wilhelm Gilbert (Hrsg.): Annalen der Physik. Band 7, Nr. 1. Rengersche Buchhandlung, Halle 1801, 2. Eine Abänderung des neuen galvanischen Apparats Alex. Volta’s, S. 88–113 (2. Kapitel: S. 99–102), doi:10.1002/andp.18010070108 (online bei Gallica Bibliothèque nationale de France [abgerufen am 19. Oktober 2016]): „Ich ließ aus Holz, welches im Backofen gedörrt war, eine Art von Trog machen […] Die zusammengelötheten Zink- und Silberplatten wurden mittelst eines Kitts aus Harz und Wachs völlig wasserdicht an den Trog gekittet, so dass kein Tröpfchen Wasser aus einer Zelle in die andere oder zwischen die zusammengelötheten Platten dringen konnte“
8. ↑  Ian McNeil: An Encyclopedia of the History of Technology; S. 352
9. ↑  Georg Fischer: Chirurgie vor 100 Jahren. Historische Studie. [Gewidmet der Deutschen Gesellschaft für Chirurgie]. Verlag von F. C. W. Vogel, Leipzig 1876; Neudruck mit dem Untertitel Historische Studie über das 18. Jahrhundert aus dem Jahre 1876 und mit einem Vorwort von Rolf Winau: Springer-Verlag, Berlin / Heidelberg / New York 1978, ISBN 3-540-08751-6, S. 216.

| Personendaten    | Personendaten                         |
| ---------------- | ------------------------------------- |
| NAME             | Cruickshank, William                  |
| KURZBESCHREIBUNG | schottischer Militärarzt und Chemiker |
| GEBURTSDATUM     | 18. Jahrhundert                       |
| STERBEDATUM      | 1810 oder 1811                        |